# Claes Åkesson Tott
Claes Åkesson Tott, auch Klas, Clas, Klaus oder Claus Thott, (* um 1525; † 1590) war ein schwedischer Staatsmann.

## Leben

### Herkunft und Familie
Claes stammte aus dem alten skånischen Adelsgeschlecht Tott (oder Thott) und war ein Sohn des Åke Klasson Tott und der Ingeborg Siggesdotter Sparre. Er vermählte sich in erster Ehe mit Catharina Carlsdotter Gyllenstierna. 1570 heiratete er in zweiter Ehe Kerstin Henriksdotter Horn, eine Tochter von Henrik Klasson Horn (1512–1595). Aus erster Ehe sind drei, aus zweiter sechs Kinder hervorgegangen, darunter Henrik Claesson Tott († 1602/1603), der 1597 Sigrid Eriksdotter Vasa (1566–1633) heiratete.

### Werdegang
Tott war 1551 Richter (schwedisch domhavande) im Bezirk Hollola und von 1558 bis 1561 Bezirksrichters (schwedisch häradshövding) in Raseborg. Er nahm als Rittmeister über die Upplandreiterei am Russisch-Schwedischen Krieg teil. 1559 wurde er Lagman in Närke, was er mit Unterbrechung bis 1576 auch blieb. Anlässlich der Krönung Eriks XIV. in Stockholm wurde er Ritter. 1563 war er Inspektor (schwedisch mönsterherre) der finnländischen Truppen. Im selben Jahr wurde er zu Herzog Johann geschickt und war ebenfalls Gesandter beim Friedenstreffen in Rostock 1564. Im Dreikronenkrieg geriet er als Oberst 1565 in der Schlacht auf der Falkenberger Haide in dänische Gefangenschaft und wurde erst 1569 ausgetauscht. 1572 war Tott erst Statthalter auf dem Stockholmer Schloss, wurde dann im selben Jahr noch Feldoberst in Estland und Gouverneur bei Reval. Im Livländischen Krieg konnte er die Russen 1573 bei Lode entscheidend schlagen und belagerte 1574 die Festungen Wesenberg und Tolsburg. Er war 1575 einer der schwedischen Gesandten beim Friedenstreffen am Systerbäck. 1576 wurde er Reichsrat und 1576 Gouverneur von ganz Finnland. Er war Mitglied der Friedensmissionen nach Russland 1583 und 1585. Seit 1587 war er Gouverneur nur über die Grafschaften Viborg, Kymmenegård und Nyslott. Nachdem er sich 1589 gegen die Rückkehr von Herzog Sigismund nach Schweden abgelehnt hatte, fiel Tott in Ungnade und verlor seine Ämter und Stiftungen. Er hatte zwischenzeitlich über einen umfangreichen Landbesitz in Finnland, Ingermanland und Estland verfügt. Tott wurde noch am 1. März 1590 lebend genannt, war aber am 29. März bereits verstorben.